# Liste von Baumaschinenherstellern
Diese Liste von Baumaschinenherstellern vermittelt einen Überblick über ehemalige und aktuell produzierende Baumaschinenhersteller mit Angaben zur Produktpalette und dem aktuellen Status. Sie besitzt dabei keinen Anspruch auf Vollständigkeit.

## A
Ahlmann
Ehemaliger deutscher Hersteller, der 1952 mit der Produktion von Schwenkladern und Frontladern begann. 2002 erfolgte die Übernahme durch den französischen Hersteller Mecalac.
Alfelder Eisenwerke
Das 1890 gegründete Unternehmen begann in den 1920er Jahren mit der Fertigung von Baumaschinen und spezialisierte sich anschließend auf die Herstellung von Beton- und Asphaltmischanlagen. Nach dem Konkurs 1984 übernahm Ammann das Werk in Alfeld und führte dort die Produktion von Asphaltmischanlagen fort.
Alitrak
Italienischer Hersteller aus Bassano del Grappa, der 2007 gegründet wurde und sich auf elektrisch betriebene Maschinen spezialisiert hat. Zum Produktprogramm zählen unter anderem rad- und raupenmobile Kipper und Transporter sowie elektrische Handwagen.
Allgemeine Baumaschinen Gesellschaft
1945 zunächst als Baumaschinen-Gesellschaft Hannover gegründet, zog das Unternehmen 1950 nach Hameln um und nannte sich fortan Allgemeine Baumaschinen Gesellschaft (kurz ABG). Der Hersteller konzentrierte sich auf die Entwicklung und Produktion von statischen Walzen, Vibrationswalzen sowie Straßenfertigern. 1990 kam es zur Übernahme durch Ingersoll Rand und 2007 erfolgte schließlich der Verkauf an Volvo Construction Equipment.
Allis-Chalmers
Die Gründung erfolgte 1901 in den Vereinigten Staaten durch Zusammenschluss von vier Einzelunternehmen. Die Baumaschinenproduktion wurde später aus der Landmaschinenproduktion abgeleitet und umfasste Planier- und Laderaupen, Radlader, Motorschürfwagen und Grader. 1974 ging die Baumaschinensparte von Allis-Chalmers im Gemeinschaftsunternehmen Fiat-Allis auf.
allcons Maschinenbau
Deutscher Hersteller, der 1974 gegründet wurde und sich seither auf die Produktion von Spezialmaschinen konzentriert. Hergestellt werden beispielsweise Bindemittelstreuer, Bodenstabilisierer, Brückenfertiger, Windenwägen oder Parabolkurvenfertiger.
Alpin Makine
Ein türkischer Hersteller, der 1998 gegründet wurde und besonders kompakte Rad- und Raupenlader mit geringer Bauhöhe anbietet. Zudem entwickelt das Unternehmen Baumaschinen speziell für den Tunnelbau, darunter Bohrwagen, Radlader und Dumper.
Amkodor
Belarussischer Hersteller, produziert Radlader, Walzen, Grader, Bagger, Dumper, Planierraupen
Ammann
Schweizer Unternehmen, das 1869 den Betrieb aufnahm und 1911 mit der Herstellung von Straßenwalzen begann. Im Laufe seines Bestehens übernahm Ammann mehrere Unternehmen und erweiterte auf diese Weise stetig sein Produktionsprogramm. So wurden 1984 die Alfelder Eisenwerke und Duomat übernommen und 1989 das Gemeinschaftsunternehmen Ammann-Yanmar gegründet (2010 aufgelöst). 1991 folgte die Übernahme des italienischen Asphaltanlagenherstellers Società Italiana Macchine und 1995 der Grabenwalzenhersteller Rammax. Der tschechische Hersteller Stavostroj kam 2005 zu Ammann. 2009 wurden zudem der italienische Straßenfertigerhersteller Antec/IRM und 2014 der Betonmischanlagenhersteller Elba-Werk Maschinen-Gesellschaft in das Unternehmen integriert. Das Produktionsprogramm umfasst leichte Verdichtungsgeräte (Rüttelplatten oder Grabenwalzen), schwere Verdichtungsgeräte (Walzenzüge und Vibrationswalzen), Straßenfertiger sowie Beton- und Asphaltmischanlagen.
Antec/IRM
Italienischer Straßenfertigerhersteller, 2009 von Ammann übernommen.
ASV
Ein 1983 gegründeter US-Hersteller von Kompaktladeraupen, der zeitweise auch für Caterpillar fertigte. Nach der Übernahme durch Terex im Jahr 2007 und einer erneuten Eigenständigkeit ab 2014 ging das Unternehmen 2019 an Yanmar, das den Bau und Vertrieb seither unter dem Markennamen ASV in den Vereinigten Staaten fortführt.
Atlas Copco
Das Schwedische Maschinenbauunternehmen, 1873 gegründet, widmet sich seit dem Beginn des 20. Jahrhunderts unter anderem der Entwicklung und Herstellung von Kompressoren und Drucklufthämmern für den Einsatz im Bauwesen. Mit der Übernahme von Dynapac im Jahre 2007 gehörten zeitweilig auch Walzen, Straßenfertiger und Asphaltfräsen zum Produktprogramm (2017 Kauf der Straßenbausparte von Fayat).
Atlas
Deutscher Baumaschinenhersteller, der aus der 1919 gegründeten Firma Hinrich Weyhausen hervorging. Nach dem Tod von Hinrich Weyhausen im Jahre 1969 trennten sich die Wege der beiden Brüder Günter Weyhausen und Friedrich Weyhausen. Günter Weyhausen führte die in Ganderkesee ansässige Firma Hinrich Weyhausen weiter. Aufgrund von Zahlungsschwierigkeiten kam das Unternehmen 2002 zu Terex. Seit 2010 ist Atlas wieder eigenständig und fertigt Hydraulikbagger, Radlader und hydraulische Ladekräne in verschiedenen Größen- und Leistungsklassen.
Atlas Weyhausen
Das Unternehmen ging aus der 1919 gegründeten Firma Hinrich Weyhausen hervor. Nach dem Tod von Hinrich Weyhausen im Jahre 1969 trennten sich die Wege der beiden Brüder Günter Weyhausen und Friedrich Weyhausen. Friedrich Weyhausen gründete 1971 in Wildeshausen einen eigenständigen Betrieb und fertigt seither Radlader, Walzenzüge und Vibrationswalzen. Ab dem Jahr 2016 werden diese Maschinen unter dem Namen Weycor verkauft.
AUSA
1956 in Spanien gegründet, begann der Fahrzeughersteller 1961 mit der Produktion von kompakten Dumpern für das Baugewerbe. Später brachte AUSA auch Gabel- und Teleskopstapler auf den Markt. Die Maschinen werden seither weiterentwickelt und international verkauft.
Austin-Western
US-amerikanischer Baumaschinenhersteller, der sich aus dem Zusammenschluss der Austin Manufacturing Company und der Western Wheeled Scraper Company 1901 entwickelte. Nach einer Reihe von Übernahmen ab 1951 kaufte schließlich die Clark Equipment Company das Unternehmen 1971. Zwischen 1901 und 1971 wurden bei Austin-Western Grader, Kehrmaschinen, Walzen und Fahrzeugkräne hergestellt.
Avant
Nach der Schließung des finnischen Landmaschinenherstellers Ylö Tehtaat übernahm das 1991 gegründete Unternehmen Avant das verlassene Firmengelände in Ylöjärvi. Seither entwickelt und baut das Unternehmen an diesem Standort Kompaktlader und passende Anbaugeräte für den internationalen Markt.

## B
Baratti
Ein 1950 gegründeter italienischer Hersteller aus Isorella, der Einachs-Hydraulikbagger zum Anhängen produziert. Zeitweise baute das Unternehmen auch Minibagger.
Bell Equipment
1958 in Südafrika gegründet, entwickelte sich das Unternehmen von einer kleinen Werkstatt zu einem weltweit bekannten Anbieter von Baumaschinen. Das Produktprogramm umfasst die gängigen Erdbaumaschinen, wie etwa Muldenkipper, Baggerlader, Planierraupen, Radlader und Grader sowie Maschinen zum Fräsen und Verdichten von Asphalt.
BelAZ
Belarussischer Hersteller, der 1946 gegründet wurde und 1950 mit der Produktion startete. Seither entwickelt und baut BelAZ im Wesentlichen größere Muldenkipper, Radlader und Planierraupen.
Benati
Das italienische Unternehmen Benati wurde 1961 von Renato Bacchini gegründet und entwickelte sich in den darauffolgenden Jahrzehnten nach Fiat zum zweitgrößten Baumaschinenhersteller Italiens. Zum Produktprogramm gehörten unter anderem Hydraulikbagger, Rad- und Raupenlader, Planierraupen und Baggerlader. Einige Jahre nach dem Tod von Renato Bacchini im Jahre 1983 wurde das Unternehmen verkauft und die Marke Benati verschwand nach und nach. 2010 wurde das Unternehmen von der Tochter Isabella Maria Bacchini dann neu gegründet und fertigt seither Mini- und Kompaktbagger sowie Kompaktlader.
Benford
Benford war ein britischer Hersteller von Baumaschinen, der sich auf die Produktion von kompakten Dumpern und Vibrationswalzen spezialisierte. 1999 wurde Benford von der Terex Corporation als Tochtergesellschaft übernommen (2016 von Mecalac erworben).
Benninghoven
Otto Benninghoven gründete 1909 eine Maschinenfabrik in Hilden bei Düsseldorf. Ab den 1960er Jahren befasste sich das Unternehmen mit der Entwicklung und Fertigung von Trockentrommeln für Gesteinskörnung und Maschinen zur Herstellung von Gussasphalt. Mitte der 1980er Jahre spezialisierte sich Benninghoven dann auf den Bau von Asphaltmischanlagen. Das Unternehmen gehört seit 2014 zur Wirtgen Group, die wiederum 2017 von John Deere übernommen wurde.
Bergmann
Maschinenbauunternehmen aus Deutschland, das 1960 ursprünglich als Reparaturbetrieb für Land- und Baumaschinen gegründet wurde. Wenige Jahre später spezialisierte sich Bergmann jedoch und befasst sich seither mit der Entwicklung und Fertigung von Dumpern mit Luftbereifung und Raupenfahrwerk.
BHS-Sonthofen
Produziert Mischer für Beton und andere Baustoffe, Mischanlage, Prallbrecher mit vertikaler Welle, Prallbrecher mit horizontaler Welle, Aufbereitungsanlagen
Bischoff Werke
Deutscher Hersteller aus Recklinghausen, der von 1954 bis 1970 den Universalbagger Polytrac produzierte. Zu Beginn der 1960er Jahre brachte der Betrieb zudem Schwenklader und Grader auf den Markt.
Bobcat
Gehört zu Doosan, produziert Kompaktlader, Minibagger, Raupenbagger, Teleskoplader, Baggerlader sowie Anbaugeräte.
Boki
Markenname der Firma Kiefer, produziert Minibagger
BOMAG
Hersteller ist Teil der Fayat Group und produziert Walzenzüge, Vibrationswalzen, Kombiwalzen, Gummiradwalzen, Vibrationsplatten, Grabenwalzen, Asphaltfertiger, Kaltfräsen, Müllverdichter/Erdverdichter und Stabilisierer/Recycler.
Boulder
russischer Hersteller von Radladern, Baggern, Baggerladern und Gabelstaplern
Bucyrus International
Im November 2010 von Caterpillar übernommen, produziert Schwere Löffelbagger im Bergbau
Bührer
Ehem. Schweizer Hersteller, produzierte Schürfraupen
Bumar Łabędy
Maschinenbauunternehmen aus Polen, das 1951 gegründet wurde und zeitweise Bagger, Krane und Muldenkipper herstellte.

## C
Cadillon
Ehemaliger Produzent von Schnellmontagekranen aus Frankreich, der 1946 gegründet wurde und 1988 zu Potain kam. Dort blieb der Hersteller zunächst als BPR-Cadillon bestehen. Nach der Jahrtausendwende wurden die Krane wieder unter dem ursprünglichen Namen angeboten, bis Potain die Produktion 2006 einstellte.
CAMC
Produziert Muldenkipper, Fahrmischer, Fahrmischerpumpen, Autobetonpumpen
Case
1999 mit CNH Global vereinigt, produziert Baggerlader, Kompaktlader, Minibagger, Raupenbagger, Hydraulikbagger, Radlader und Teleskoplader.
Caterpillar
US-amerikanisches Maschinenbauunternehmen, das 1925 aus dem Zusammenschluss der Holt Manufacturing Company und der C. L. Best Tractor Company entstand und im Laufe der Jahrzehnte durch eigene Entwicklungsarbeit und zahlreiche Firmenzukäufe zum weltweit größten Baumaschinenhersteller aufstieg. Über ein weltumspannendes Händlernetz verkauft Caterpillar unter anderem Baggerlader, Grader, Hydraulikbagger, Kompaktbagger (auch in Zwei-Wege-Ausführung), Laderaupen, Minibagger, Muldenkipper, Planierraupen, Radlader, Raupenbagger, Rohrverleger, Schwarzdeckenfertiger, Schürfwagen, Teleskoplader und Walzenzüge.
Changlin
Produziert Radlader, Bagger, Walzen, Grader, Baggerlader
Charkiwer Traktorenwerk
Produziert Radlader, Planierraupen
CIFA
Italienischer Hersteller, produziert Fahrmischer, Fahrmischerpumpen, Autobetonpumpen, Stationär-Betonpumpe, Beton-Spritzmobile, Tunnelschalungen, Betonanlagen. Wurde 2008 von Zoomlion übernommen.
Clark Equipment Company
Ehemaliger US-amerikanischer Baumaschinenhersteller, 1995 von Ingersoll Rand übernommen, gehört seit 2021 zu Hyundai Heavy Industries.
CompAir
Produziert Kompressoren
Condecta
Produziert Schnelleinsatzkräne und ist Teil der Looser Holding
Corinsa
Spanischer Hersteller, 1979 gegründet, produziert Gummiradwalzen.
C.S.F
Italienischer Hersteller, produziert Radlader

## D
Davis Manufacturing
Ein ehemaliger US-amerikanischer Hersteller von Grabenfräsen, der 1968 von Case übernommen wurde. Später gab Case diese Produktsparte an Astec weiter.
Delmag
Ramme, Vibrationsstampfer
Demag
Die Deutsche Maschinenbau-Aktiengesellschaft (kurz Demag) baute bereits ab 1925 Seilbagger und errichtete 1939 in Düsseldorf-Benrath eine neue Baggerfabrik, in der 1954 der erste vollhydraulische Bagger entstand. In den 1950er-Jahren entwickelte das Unternehmen zudem eigene Planierraupen, die jedoch 1960 wieder vom Markt genommen wurden. Insgesamt gehörte Demag lange Zeit zu den führenden Anbietern von Krantechnik und anderen schweren Baumaschinen.
Deutz AG
Produzierte Planierraupen
Dieci
Italienischer Hersteller, produziert Teleskoplader, Dumper und Betonmischer.
Diem-Werke GmbH
Österr. Unternehmen, produziert seit 1949 Betonmischer, Kipptrommelmischer, Zwangsmischer, Krangabeln, Kranschaufeln, Winden
Ditch Witch
US-amerikanisches Maschinenbauunternehmen, Markenname von The Charles Machine Works, Inc. Hersteller von Kompaktladern, Grabenfräsen, Saugwagen, Horizontalspülbohrgeräten. Wurde 2019 von The Toro Company übernommen.
DJB Engineering Ltd.
Britisches Maschinenbauunternehmen, das 1973 gegründet wurde und unter anderem Muldenkipper herstellte. Die Muldenkipper wurden von Caterpillar mitvertrieben. Im Jahre 1985 übernahm Caterpillar das Unternehmen und führte die Fertigung von Muldenkipper unter eigener Regie weiter.
Doosan
Koreanischer Hersteller, ehemals Daewoo, produziert Minibagger, Muldenkipper, Raupenbagger, Hydraulikbagger, Radlader und Kompaktlader. Doosan-Baumaschinensparte 2021 von Hyundai Heavy Industries übernommen und unter dem Namen Hyundai Doosan Infracore weitergeführt.
Dressta
Ursprünglich US-Baumaschinenhersteller International Harvester (IHC), 1982 zunächst von Firma Dresser aus den Vereinigten Staaten übernommen und später weitergeführt von Huta Stalowa Wola in Polen, ein Gemeinschaftsunternehmen von Komatsu und Dresser. Mittlerweile Teil vom chinesischen Hersteller LiuGong. Produziert Planierraupen.
Dumec
Italienischer Hersteller, der bis 2017 ein umfassendes Programm an Vorder- und Raupenkippern im Sortiment führte. Darüber hinaus baute das Unternehmen selbstladende Baustellen-Fahrmischer.
Duomat
Ehemaliger Hersteller von Vibrationswalzen, 1984 von Ammann übernommen.
Dynapac
Seit 2007 Teil der Atlas Copco Group, nun Teil der Fayat Group, produziert Walzenzüge, Vibrationswalzen, Schwarzdeckenfertiger, Beschicker, Kaltfräsen, leichte Verdichtungstechnik und Betontechnik.

## E
Elba-Werk Maschinen-Gesellschaft
Betonmischmaschinenhersteller, 2014 von Ammann übernommen.
Energreen
Italienisches Unternehmen, produziert Raupenbagger
Elba
Gehört seit 2014 zur Ammann Gruppe, produziert Autobetonpumpen
Etec
Produziert Longfronthydraulikbagger
Eurocomach
Italienischer Hersteller von Minibagger und Kompaktlader, Tochtergesellschaft von Sampierana. Wurde 2021 von CNH Industrial übernommen.
Eurodig
Ein ehemaliger italienischer Hersteller aus Campogalliano, der kompakte Baumaschinen baute, darunter Minibagger, Kompaktlader, Raupenkipper und Vibrationsplatten. Diese Modelle wiesen jeweils ein Einsatzgewicht von höchstens einer Tonne auf. Eurodig wurde nach der Jahrtausendwende von Fiori übernommen.

## F
Fadroma Development
Produziert Bergbaumaschinen
FAUN
Produziert zusammen mit Tadano Fahrzeugkräne
Favelle Favco
Malaysischer Hersteller, produziert Turmdrehkräne
Fayat
Französischer Baumaschinenhersteller, produziert Verdichtungsgeräte.
Fendt
Deutscher Landmaschinenhersteller, der in den 1970er Jahren auch Baggerlader auf den Markt brachte. Mit dem Baumaschinenhersteller Frisch bestand zeitweise eine enge Zusammenarbeit. So übernahm Frisch teilweise den Vertrieb der Fendt-Baggerlader. Zudem kaufte Frisch Mitte der 1970er Jahre Teile aus der Traktorfertigung und verwendete sie zum Bau eines kompakten Graders.
Fermec
Fermec war ein britischer Hersteller von Baumaschinen, der 1992 gegründet wurde und sich auf die Produktion von Baggerladern und Kompaktbaggern spezialisierte. 1996 wurde Fermec zunächst von der Case Corporation übernommen und kam dann 2001 als Tochtergesellschaft zu Terex (2016 von Mecalac erworben).
Fiat-Allis
Radlader, Grader, Bagger, Planierraupen
Fiori
Italienischer Hersteller, produziert Radlader
FM Gru
Italienischer Hersteller, produziert Turmdrehkräne
Föckersperger
Produziert Kabelpflüge, Seilwinden, Trucks, Kabelhänger, Radlader
Ford Motor Company
Produktion von Baggerladern 1967 bis 1974 in Dänemark, sowie Hydraulikbagger, Radlader
Foredil
Italienischer Hersteller, produziert Radlader
Foton Lovol
Produziert Radlader, Bagger, Grader, Bulldozer, Walzen, Baggerlader
Frisch
1902 als Eisenbauanstalt Gebrüder Frisch Augsburg gegründet, fertigte das Unternehmen ab 1926 Baumaschinen für den Straßen- und Erdbau. Bis zur Übernahme im Jahre 1977 durch FAUN produzierte Frisch Grader, Raddozer und Radlader in verschiedenen Größen- und Leistungsklassen. Anschließend Weiterführung der Produktion unter dem Namen FAUN-FRISCH bis zur Integration in den O&K-Konzern 1986.
Frutiger
Schweizer Hersteller, produziert Schürfraupen
Furukawa
Produziert Bohrwagen, Radlader, Hydraulikbagger, Anbaugeräte
Fuchs
Die Johannes Fuchs KG wurde 1888 in Hemmingen gegründet und war bis zur Übernahme durch den Mitbewerber Karl Schaeff 1985 eigenständig. Das Unternehmen produzierte überwiegend Seil- und Hydraulikbagger.

## G
Gehl
Produziert Minibagger, Radlader
Gelsted Maskinfabrik
Dänischer Hersteller, Baumaschinenproduktion 1960 bis 1964, produzierte Radlader, Dumper
Geotec Bohrtechnik
Deutscher Hersteller, der 1996 gegründet wurde und seither vor allem Bohrgeräte für Brunnenbau, Geothermie und Geotechnik herstellt. Zeitweise baute das Unternehmen auch ferngesteuerte Absetzkipper.
GHH
Ein deutscher Hersteller von Tunnelbaufahrzeugen, der 2023 von Komatsu übernommen wurde. Der Markenname blieb erhalten und das Produktprogramm umfasst unter anderem Fahrlader, Muldenkipper, Bohrwagen, Scaler sowie Transportfahrzeuge.
Gomaco Corporation
US-amerikanischer Hersteller, produziert Gleitschalungsfertiger
GP Papenburg Maschinenbau
Deutscher Hersteller (ehemals HBM-NOBAS bzw. VEB Schwermaschinenbau NOBAS Nordhausen) von Gradern in verschiedenen Größen- und Leistungsklassen.
Gradall
US-amerikanischer Hersteller, produziert Teleskopbagger
Greaves Cotton
Produziert Betonmischer, Walzen (BOMAG-Vertriebspartner)
Gremo
Dänischer Hersteller, Baumaschinenproduktion 1960er bis 1980er Jahre, anschließend Verkauf und Produktion von Holzernte-Maschinen in Schweden, produzierte Kippanhänger, Muldenkipper
A. Gross Baumaschinenfabrik
Ehemaliger deutscher Hersteller von Baumaschinen, Baggern und Kränen aus Schwäbisch Gmünd. Das 1850 als Schmiede gegründete Unternehmen konzentrierte sich ab den 1930er Jahren auf die Produktion von Baggern und Kranen.
Grúas Sáez
Spanischer Hersteller, produziert Turmdrehkräne

## H
Halla
Ein koreanischer Hersteller, der Radlader und Hydraulikbagger produzierte. Im Jahr 1999 übernahm Hyundai die Baumaschinensparte von Halla und stellte daraufhin die Produktion ein.
Hamm
Deutscher Hersteller, seit 1999 Teil der Wirtgen Group, produziert Walzenzüge, Vibrationswalzen, Gummiradwalzen und Kombiwalzen.
Hanomag
Deutscher Hersteller, der seit 1933 Planierraupen und ab 1960 Radlader produzierte. Baumaschinenproduktion wurde 1989 von Komatsu übernommen.
Hanix
Produziert seit 1971 in Nagano (Japan) Minibagger, Midibagger, Kompaktbagger, Kurzheckbagger, Hüllkreisbagger
Hatra
1919 wurde das Maschinenbauunternehmen von Alfred Hagelstein gegründet. Nach dem Zweiten Weltkrieg widmete sich Hatra verstärkt der Baumaschinenproduktion und baute bis zur Betriebseinstellung 1973 Walzen, Radlader und Hydraulikbagger. Von 1968 bis 1969 war Hatra mit Frisch in der Vertriebsgesellschaft Hatra-Frisch GmbH verbunden.
Haulotte
Produziert Teleskoplader, Hubarbeitsbühnen
HBM-NOBAS
Deutscher Hersteller, der 1995 durch die Vereinigung des ehemaligen VEB Schwermaschinenbau NOBAS Nordhausen und der ehemaligen VEB Baumaschinen Halle entstand und bis 2015 unter diesem Namen Bagger und Grader produzierte, siehe GP Papenburg Maschinenbau
HEIDE flaechenfertiger GmbH
Deutscher Hersteller, produziert seit 2018 Flächenfertiger (Kleinfertiger)
Helsingør Skibsværft og Maskinbyggeri
Dänischer Hersteller, Baumaschinenproduktion 1968 bis 1980, produzierte Hydraulikbagger, Muldenkipper
Herrenknecht
Deutsches Unternehmen, produziert Minibagger, Bohrer, Pipelinemaschinen
Hidromek
Türkischer Hersteller, produziert Baggerlader, Mobilbagger und Raupenbagger.
Hitachi
Japanischer Hersteller, produziert Hydraulikbagger, Arbeitsbühnen, Fahrzeugkräne, Minibagger, Muldenkipper, Kompaktbagger, Radlader, Schwerkraftwagen und Anbaugeräte.
Huddig
Produziert Baggerlader
Hokuetsu
Japanischer Produzent von Minibaggern
Hutter
Produziert Minibagger, Kompaktbagger, Vorderkipper, Vibrationsplatten, Vibrationsstampfer
Hydrema
Dänischer Hersteller, gegründet 1959, produziert Hydraulikbagger, Muldenkipper, Baggerlader und zeitweise Radlader.
Hymac
Bagger
Hyundai
Produziert Minibagger, Hydraulikbagger, Radlader
Holtmann Fahrzeug und Maschinenbau GmbH
Produziert Teleskopbagger

## I
IMER
IMER (Industrie Macchine Edili Riunite) entstand 1973 aus dem Zusammenschluss zweier italienischer Unternehmen und ging 1978 eine Kooperation mit dem japanischen Konzern IHI ein, woraus 2002 das Joint Venture IHIMER hervorging. Nach der Übernahme von IHI durch KATO im Jahr 2016 wurde das Gemeinschaftsunternehmen als KATO IMER weitergeführt. IMER baut Arbeitsbühnen, Winden, Fahrmischer, Betonmischer sowie Maschinen zum Pumpen und Verteilen von Beton.
Ingersoll Rand
Sparte verkauft an Volvo, produzierte Walzenzüge, Vibrationswalzen, Schwarzdeckenfertiger, Radlader, Kompaktlader, Raupenlader, Planierraupen, Grader, Muldenkipper, Hydraulikhammer
Intermix
Beton-Fahrmischer
Internationale Baumaschinenfabrik AG Neustadt (IBAG)
Ehemaliges Unternehmen, produzierte Steinbrecher, Betonmischer, Sand- und Kiessortieranlagen, Maschinen für den Straßenbau

## J
Jakob Fahrzeugbau
Schweizer Hersteller von Teleskopstaplern, Hubarbeitsbühnen und mobile Baukranen.
JLG Industries
Produziert Teleskoplader, Hubarbeitsbühnen
J. Martensen
Dänischer Hersteller, Baumaschinenproduktion 1960er Jahre bis 1980, produzierte Autokrane, Anbaugeräte
John Deere
US-amerikanischer Hersteller mit umfassendem Verkaufsprogramm. Produziert werden Hydraulikbagger, Minibagger, Baggerlader, Radlader, Kompaktlader, Raupenlader, Planierraupen, Grader und Muldenkipper.
Johs. Møllers Maskinfabrik
Dänischer Hersteller, Baumaschinenproduktion seit 1945, später Liebherr- und Yanmar-Händler in Dänemark, produzierte Seilbagger, Walzen, Siebanlagen
JCB
Produziert Schwerkraftwagen, Anbaugeräte, Hydraulikbagger, Radlader, Baggerlader, Grader, Kompaktbagger, Minibagger, Vibrationsstampfer, Kompaktlader, Teleskoplader
Joseph Vögele
Seit 1996 Teil der Wirtgen Group, produziert Schwarzdeckenfertiger, Beschicker
JUN JIN Heavy Industry Co.
Produziert Betonpumpen

## K
Kaelble
Gehört zu Atlas Maschinen GmbH, produziert Radlader, Walzen
Kaeser Kompressoren
Produziert mobile Baukompressoren
Kaiser
Liechtensteiner Hersteller, produziert Schreitbagger und Zweiwegebagger.
Karrena
Produziert Betonanlagen, Fahrmischer
KATO IMER
Die Marke entstand, als Kato Works nach der Übernahme der japanischen Firma IHI im Jahr 2016 das Joint Venture mit dem italienischen Hersteller IMER fortführte. Es werden Mini- und Kompaktbagger, Raupenkipper sowie Kompaktlader angeboten.
Kawasaki
Produziert Hydraulikbagger, Gummiradwalzen, Vibrationswalzen, Schwerkraftwagen, Schildvortriebsgeräte, Radlader
KEMROC
Produziert Hydraulische Anbaufräsen
Kleemann
Produziert Brech- und Siebanlagen
Klein
Betonpumpen
Knauf PFT
Produziert Verputzmaschinen, Mörtelpumpen, Förderanlagen
Kirowez
Produziert Radlader und Radplanierer
Kobelco
Japanischer Hersteller, produziert Hydraulikbagger, Kompaktlader, Radlader, Planierraupen und Muldenkipper.
Koehring
Von Terex aufgekauft, produzierte Kräne, Radlader
Komatsu
Japanischer Hersteller, produziert Minibagger, Kompaktbagger, Kompaktlader, Baggerlader, Teleskoplader, Schwerkraftwagen, Planierraupen, Hydraulikbagger und Radlader.
Kramer
Gehört seit 2007 zu Wacker Neuson SE, produziert Radlader, Teleskoplader, Teleskopradlader
Krupp
Das Unternehmen fertigte neben Lkw und Bussen zwischen 1951 und der Betriebseinstellung im Jahre 1968 auch Muldenkipper in verschiedenen Gewichtsklassen. Faun übernahm 1969 den Verkauf der Restexemplare sowie den Kundendienst und die Ersatzteilversorgung.
Krøll Cranes
Dänischer Hersteller, heute Teil von Favelle Favco, produziert Turmdrehkräne
Kubota
Produziert Minibagger, Midibagger, Kettendumper, Radlader

## L
Larsen & Toubro
Bagger, Radlader, Grader
LeTourneau
Amerikanischer Hersteller aus Texas, produziert Radlader, Schürfzüge
Liebherr
Deutscher Hersteller, produziert Betonpumpen, Drehbohrgeräte, Fahrmischer, Fahrzeugkräne, Hydraulikbagger, Laderaupen, Muldenkipper, Planierraupen, Radlader, Rohrleger, Seilbagger, Schwerkraftwagen, Teleskoplader und Turmdrehkräne.
Lintec
Produziert Mischanlagen
LiuGong
Chinesischer Hersteller, produziert Raupenbagger, Radlader, Planierraupen, Grader, Hydraulikbagger und Walzen.
Ljungby Maskin
Schwedischer Hersteller, produziert Radlader
Losenhausenwerk
Ehemalige Maschinenbau-Aktiengesellschaft aus Düsseldorf stellte neben Werkstoffprüf- und Auswuchtmaschinen technische Waagen, Rolltreppen und Aufzüge (1955 zu Schindler), Bodenverdichter (Rüttelplatten, Aussen- und Innenrüttler und Vibrationswalzen der Marke Vibromax, ab 1973 Case-Vibromax) her. 1970 wurde die Firma von dem Investor Tenneco Inc. (Houston, Texas) übernommen und auf Baumaschinen ausgerichtet und unter die Führung der J.J. Case Company gestellt.

## M
m-tec mathis technik
Deutscher Hersteller, produziert Mischpumpen, Putzmaschinen, Silomischpumpen, Durchlaufmischer, Mischer, Förderpumpen, Förderanlagen, Estrich-Mischer/-Pumpen, Silosteller, Trockenmörtelanlagen, Komponenten für Trockenmörtelanlagen
Macmoter
War ein Produzent in Südtirol von Minibaggern
MAI International GmbH
Produziert Verputzsysteme: Mischpumpen, Förderpumpen, Durchlaufmischer, Mischer, Förderanlagen, Silomischpumpen, Estrichverarbeitung: Glättmaschinen, Estrich-Mischer/Pumpen, Injektionstechnik: Datenaufzeichnungsgeräte, Injektionspumpen
Manitou
Produziert Teleskopstapler
Matbro
Englischer Hersteller aus Tetbury, der Radlader und Teleskoplader produzierte. Die Maschinen wurden in einigen Ländern außerdem unter dem Markennamen Teletrac vertrieben.
Mecalac
Mecalac ist ein französischer Hersteller von Baumaschinen mit Sitz in Annecy. Gegründet 1974, hat sich das Unternehmen auf die Entwicklung innovativer und kompakter Maschinen spezialisiert, die besonders für den Einsatz in urbanen und beengten Baustellen geeignet sind. Die Produktpalette umfasst unter anderem Mobilbagger, Raupenbagger, Radlader, Schwenklader, Baggerlader, Dumper und Verdichtungsgeräte.
Menck & Hambrock
Ehemaliges deutsches Maschinenbauunternehmen aus Hamburg, das 1868 gegründet wurde und 1978 Konkurs anmelden musste. Es produzierte nach der Jahrhundertwende Seilbagger in verschiedenen Größen- und Leistungsklassen und in geringerer Anzahl Schürf- und Planierraupen sowie Rammen. Seit der Übernahme durch Koehring im Jahre 1966 gehörten auch Hydraulikbagger zum Verkaufsprogramm. Nach dem Konkurs blieb nur die Rammtechnik-Sparte erhalten, die seit 1992 unter dem Namen Menck GmbH firmiert.
Menck GmbH
Ein 1992 gegründetes Unternehmen, das aus der Rammtechnik-Sparte des ehemaligen Hamburger Traditionsunternehmens Menck & Hambrock hervorging und seit 2003 zur britischen Acteon-Gruppe gehört. Menck liefert Rammtechnik für die Gründung und Verankerung großer Offshore-Bauwerke (wie etwa Bohrinseln und Windkraftanlagen).
Mengele
Ehemaliger Landmaschinenhersteller, der in den 1960er und 1970er Jahren auch Seil- und Hydraulikbagger fertigte. Die Baurechte für Baggerfertigung wurden 1978 von FAUN-FRISCH übernommen.
Menzi Muck
Schweizer Hersteller, produziert Schreitbagger, Raddumper, Raupenkipper und Raupenbagger.
Merlo
Produziert Teleskoplader
Mogilewski Awtomobilny Sawod
Kurz auch MoAZ, produziert Muldenkipper, Betonmischer, Schürfzüge
Moncalvi
Ehemaliges italienisches Maschinenbauunternehmen, das 1905 gegründet wurde und nach dem Zweiten Weltkrieg mit der Fertigung von Baumaschinen begann. Hergestellt wurden unter anderem Radlader, Muldenkipper, Grader, Motorschürfwagen und Turmkräne. Zu Beginn der 1980er Jahre geriet Moncalvi in wirtschaftliche Schieflage und musste wenig später Konkurs anmelden.
Moxy Engineering
Ehemals eigenständiger norwegischer Hersteller von knickgelenkten Muldenkippern, 1972 unter dem Namen Glamox gegründet. Später wechselnde Firmenbezeichnungen, zuletzt als Moxy Engineering geführt. 2008 wurde das Werk von Doosan übernommen. Mit Kauf der Doosan-Baumaschinensparte durch Hyundai Heavy Industries im Jahr 2021 bekam das norwegische Werk einen neuen Eigentümer.
MST
Türkischer Hersteller, 2003 gegründet, produziert Kettenbagger, Baggerlader und Teleskoplader.
MultiOne
Italienischer Produzent von Kompaktladern und Teleskopladern
Munktells Mekaniska Verkstad
Ehemaliger schwedischer Hersteller, der ab 1906 Dampfwalzen und ab 1924 Grader herstellte. 1932 mit Bolinders Mekaniska Verkstad verschmolzen zu Bolinder-Munktell (ab 1950 Teil des Volvo-Konzerns).

## N
Neuson
2007 fusioniert zur Wacker Neuson SE, produzierte Kompaktbagger, Kompaktlader, Minibagger, Raupenbagger, Teleskopstapler
New Holland Construction
Gehört zu CNH Global, produziert Hydraulikbagger, Minibagger, Radlader
Nippon Sharyo
Japanischer Maschinenbaukonzern, produzierte zeitweilig Schürfraupen

## O
Orenstein & Koppel
Seit 2010 gehört die Baggersparte zu Bucyrus International der Caterpillar-Gruppe. Der Rest gehört zu CNH Global oder New Holland, produzierte Hydraulikbagger, Radlader, Grader, Walzen

## P
Padana Macchine Industriali (PMI)
Italienischer Hersteller, produziert Hydraulikbagger
Palfinger
Produziert Fahrzeugkräne, Hubsteigerfahrzeuge
Paus
Deutscher Hersteller, produziert Radlader, Berg- und Tunnelfahrzeuge, Schrägaufzüge, Gabelstapler, Arbeitsbühnen und Grader.
Pawling & Harnischfeger (P&H) – von 1911 bis 1999 Harnischfeger Corporation
Übernommen, produzierte Großbagger und Kräne
Pedershaab Maskinfabrik
Dänischer Hersteller, Baumaschinenproduktion 1934 bis 1972, produzierte Eimerkettenbagger, Walzen, Seilbagger.
Pekazett
Produktion der Baudrehkräne jetzt durch die Firma ksd Kransysteme, Zweibrücken, produziert(e) Baudrehkräne, Betonmischmaschinen
Pel-Job
Pel-Job war ein französischer Hersteller von Baumaschinen, der sich auf die Produktion von Kompaktbaggern, Radladern und Dumpern spezialisierte. Das Unternehmen wurde 1995 von Volvo Construction Equipment übernommen und in die Produktlinie von Volvo integriert.
Plasser & Theurer
österreichischer Hersteller, produziert Gleisbaumaschinen
Plazzani
Italienischer Hersteller, produziert Radlader
Poclain
Von Case CE übernommen, produzierte Bagger
Potain SA
2001 von Manitowoc Company übernommen, produzierte Kräne
Siegfried Potratz
Dumper
Prinoth
Italienischer Hersteller, produziert Muldenkipper mit Kettenfahrwerk
Putzmeister
Gehört seit 2012 zur Sany Group, produziert Betonpumpen, Beton- und Mörtelspritzmaschinen

## R
Raimondi Cranes
Italienischer Hersteller, produziert Turmdrehkräne
Rammax
Ehemaliger Hersteller von Grabenvibrationswalzen, 1995 von Ammann übernommen.
Ramme Maskinfabrik
Dänischer Hersteller, Baumaschinenproduktion 1957 bis 1976, produzierte Radlader
Reich
Betonpumpen
Renders
Ein belgischer Hersteller von Lkw-Sattelaufliegern, der von 1992 bis 2000 in einem Joint Venture mit der deutschen Firma BBA zusammenarbeitete. In dieser Kooperation entstanden Radlader, Hydraulikbagger und Kompaktlader.
Richier
In (Boilot/Pingon/Richier) aufgegangen, nicht mehr aktiv, produzierte Grader, Walzen, Bagger, Kräne
RIMAS
Dänischer Hersteller, Baumaschinenproduktion 1918 bis 1966, produzierte Walzen, Dumper, Muldenkipper
Rhinoceros
Chinesischer Hersteller, produziert Hydraulikbagger.
RSP
Deutscher Hersteller von Saugbaggern auf Lkw-Fahrgestellen
Ruthemeyer
nicht mehr aktiv, produzierte Walzen

## S
Sampierana
italienischer Hersteller, produziert Radlader. Wurde 2021 von CNH Industrial übernommen.
Samsung Heavy Industries
Sparte gehört seit 1998 zu Volvo CE, produziert Hydraulikbagger
Sany
Chinesischer Hersteller, produziert Raupenkrane, Hydraulikbagger, Grader, Straßenfertiger, Vibrationswalzen, Betonpumpen
Schaeff-Terex
Gehört zu Yanmar, produziert Baggerlader, Radlader, Kompaktbagger
Schäffer Lader
Deutscher Hersteller, produziert Radlader, Hoflader und Teleskoplader.
Scheid
Walzen
Schopf
Produziert Untertagelader
Schwing Stetter
Gehört zu XCMG, produziert Fahrmischer, Betonpumpen, Betonmischanlagen
SC-Technologie AG
Schweizer Hersteller, Produktion von Steintrennmaschinen und Baukreissägen
SDLG
Gehört zu Volvo CE, produziert Hydraulikbagger, Radlader, Walzen, Baggerlader, Grader
Sennebogen
Deutscher Hersteller, produziert Umschlagbagger, Umschlagmaschinen, Telehandler, Seilbagger, Raupenkrane, Teleskopkrane und Hafenkrane.
Sherpa
Holländischer Hersteller, produziert Minilader.
Shantui
Chinesischer Hersteller, produziert Hydraulikbagger, Asphaltfräsen, Betonpumpen, Planierraupen, Radlader, Rohrverleger und Walzen.
Società Italiana Macchine
Italienischer Asphaltmischanlagenhersteller, 1991 von Ammann übernommen.
Soilmec
Gehört zu TreviGroup, produziert Drehbohrgeräte, Endlosschneckenbohrgeräte, Schlitzwandgreifer, Tunnelbaumaschinen, Verrohrungsmaschinen, Betonpumpen, HDI-Hochdruckpumpen, u.w.
Solmec
Italienischer Hersteller, produziert Umschlagbagger
Striegel Maschinenbau
Deutscher Hersteller, 1978 von Walter Striegel im Felchtdorf gegründet. Baut kompakte Radlader in verschiedenen Leistungsklassen.
Sumitomo
Japanischer Hersteller, produziert Hydraulikbagger, Raupenbagger, Asphaltfertiger
Sunward
Chinesischer Hersteller, produziert Hydraulikbagger, Radlader, Bohrgeräte und Raupenkräne.

## T
Tadano
Produziert Kräne
TAKRAF
Gehört zu Tenova Group, produziert Tagebaugeräte, Massengutumschlagsanlagen
Takeuchi
Japanisches Unternehmen (gilt als Erfinder des Minibaggers), produziert Minibagger, Midibagger, Raupenbagger, Laderaupen, Radlader
Telcon
Produziert Bagger, Kräne, Radlader, Walzen, Grader, Baggerlader
Thaler
Produziert Radlader
TCM
Gehört zu Hitachi Group, produziert Gabelstapler
Terex
Produziert Muldenkipper, Ladekräne, Teleskoplader, Umschlagbagger
Terex Deutschland
Es handelt sich dabei um ein Tochterunternehmen der Terex Germany GmbH & Co. KG mit Sitz in Düsseldorf, die wiederum zum US-amerikanischen Terex-Konzern gehört. Das Unternehmen geht auf die 1888 gegründete Johannes Fuchs KG zurück und fertigt in Bad Schönborn Umschlagmaschinen unter dem Markennamen FUCHS in verschiedenen Größen- und Leistungsklassen.
TML
Deutscher Hersteller, produziert Teleskopbagger.
Torpedo
Ehemaliger Hersteller aus Rijeka, Kroatien. Bestand von 1953 bis 2000 und produzierte zeitweise auch Baggerlader und Radlader.
Tracto-Technik
Deutscher Hersteller von Baumaschinen zur grabenlosen Leitungsverlegung, z. B. Bodenverdrängungshämmern (Erdraketen), Bersthämmern für das Berstlining, Pressbohranlagen, und Horizontalspülbohranlagen.
Tscheljabinski Traktorny Sawod
Russisches Maschinenbauunternehmen, das 1933 gegründet wurde und sich auf die Herstellung von Kettenfahrzeugen spezialisiert hat. Für die Bauwirtschaft werden seither überwiegend Kettentraktoren und Planierraupen gefertigt. Darüber hinaus stellt das Unternehmen auch Radlader her.

## U
Uggerby Maskinfabrik
Dänischer Hersteller, Baumaschinenproduktion 1957 bis 1993, rpoduzierte Heckbagger, Baggerlader, Frontlader
Uralmasch
Russischer Hersteller, produziert schwere Seilbagger für Tage- und Erdbau

## V
Vaia Car
Italienischer Hersteller, produziert Zweiwegebagger und Gleisbaumaschinen
VEB Baumaschinen Gatersleben
1952 aus dem VEB Dampfpflugbau Gatersleben gebildeter Baumaschinenhersteller. Bis zur Wende produzierte der Betrieb überwiegend Walzen und Schwarzdeckenfertiger sowohl für die DDR als auch für das Ausland. Im Jahre 1993 wurde der Betrieb als Vibromax Gatersleben reprivatisiert.
VEB Schwermaschinenbau NOBAS Nordhausen
1953 als VEB Maschinenbau Nordhausen gegründeter Baggerhersteller, der 1956 in VEB Schwermaschinenbau NOBAS Nordhausen umbenannt wurde. Fertigte Seilbagger und Hydraulikbagger in verschiedenen Größen- und Leistungsklassen. 1995 Vereinigung mit der Halleschen Baumaschinen AG (vormals VEB Baumaschinen Halle) zur HBM-NOBAS GmbH.
Vemmelev-Maskinfabrik
Dänischer Hersteller, Baumaschinenproduktion 1950 bis 1964, anschließend Verkauf an den norwegischen Baumaschinenhersteller Hymas, produzierte Schürfwagen, Frontlader, Dumper, Kippanhänger
Vender
1959 übernommen von Allis-Chalmers, Raupenschlepper
Venieri
Italienischer Hersteller, produziert Radlader, Baggerlader
Vermeer Corporation
Hersteller von Landmaschinen wie Heuballenformern, Häckslern und Stumpffräsen, aber auch von Baumaschinen für die grabenlose Leitungsverlegung. Zum Produktportfolio gehören Spülungsmisch- und Spülungsrecyclesysteme, ebenso wie Grabefräsen und Horizontalspülbohranlagen.
Vibromax Gatersleben
Aus dem VEB Baumaschinen Gatersleben im Jahre 1993 entstandenes Unternehmen. Hergestellt wurden Walzen in verschiedenen Größen- und Leistungsklassen. 2005 kaufte JCB das Werk in Gatersleben und integrierte es in den Konzern.
Volvo Construction Equipment
Schwedischer Hersteller, produziert Kompaktbagger, Hydraulikbagger, Mobilbagger, Umschlagbagger, Kompaktlader, Radlader, Muldenkipper, Walzen, Asphaltfertiger, Grader, Baggerlader und Kaltfräsen.

## W
WABCO
Stellte ab 1953 Muldenkipper her und kam 1988 zum Joint Venture Komatsu-Dresser.
Wacker Neuson
Deutscher Hersteller, produziert Kompaktbagger, Radlader, Dumper und Kompaktlader.
Waitzinger
2012 von Liebherr übernommen, Autobetonpumpen
Waldon
US-amerikanischer Hersteller von kleineren Radladern und Gabelstaplern.
Weber MT
Produziert Vibrationsstampfer, Vibrationsplatten, Rüttelplatten, Vibrationswalzen, Fugenschneider
Weidemann
Gehört seit 2007 zu Wacker Neuson SE, produziert Radlader, Teleskoplader, Hoftracs
Weimar
Gehört zu Hydrema, produziert Radlader
Weiro
Produziert Vorspritzmaschinen, Maschinen für dünne Schichten im Kalteinbau (DSK), Maschinen für Oberflächenbehandlung
Weserhütte
ging 1987 Konkurs, produzierte Seilbagger, Hydraulikbagger
Weycor
Siehe Atlas Weyhausen
Whitlock Brothers
1972 von Hymac übernommen, Baggerlader, Dumper
Wilbert TowerCranes
Deutscher Hersteller, produziert Turmdrehkräne
Wirtgen
Teil der Wirtgen Group, produziert Kaltfräsen, Bodenstabilisierer, Kalt/Heißrecycler, Gleitschalungsfertiger, Surface Miner

## X
XCMG
Chinas größter Baumaschinenhersteller mit umfangreicher Produktpalette. Angeboten werden Hydraulikbagger, Grader, Planierraupen, Radlader sowie Straßenfertiger und Autokräne in verschiedenen Größen- und Leistungsklassen.

## Y
Yanmar
Japanischer Hersteller. Gilt als Erfinder des ersten kommerziell entwickelten und gebauten kompakten Dieselmotors. Hat die Compact-Equipment-Sparte (ehemals Schaeff) von Terex übernommen, produziert Mini-/Midi Bagger, Radlader, Mobilbagger und Kettendumper. Darüber hinaus stellt Yanmar Diesel-Motoren (Land & Schiff), Traktoren, Erntemaschinen, Generatoren und diverse weitere Produkte her.
YTO
Produziert Walzen, Muldenkipper, Radlader und Traktoren
Yuchai
Chinesisches Unternehmen, produziert Raupenbagger
Yutong
Produziert Muldenkipper, Radlader, Planierraupen, Rammmaschinen, Raupenkräne, Gussasphaltkocher, Maschinen zur Pfahlgründung

## Z
Zeppelin
Vertriebspartner für Caterpillar, produziert Baggerlader, Grader, Hydraulikbagger, Kompaktbagger, Laderaupen, Minibagger, Planierraupen, Radlader, Raupenbagger, Rohrverleger, Schwarzdeckenfertiger, Schwerkraftwagen, Schürfwagen, Teleskoplader, Walzenzüge
Zettelmeyer
gehört zu Volvo CE, produziert Radlader, Walzen
Zoomlion
Chinesischer Hersteller, produziert Betonpumpen, Autokrane, Turmkrane, Hydraulikbagger, Planierraupen